# نيلسون إيفورا
نيلسون إيفورا (بالبرتغالية: Nelson Évora) وهو لاعب ألعاب قوى برتغالي من أصل رأس أخضري ولد في يوم 20 أبريل 1984 في ساحل العاج وهو متخصص في القفز الثلاثي والقفز الطويل، تمكن إيفورا من تحقيق عدة ميداليات منها ميدالية ذهبية في أولمبياد بكين 2008 في القفز الثلاثي وميدالية ذهبية في بطولة العالم لألعاب القوى 2007 في أوساكا في اليابان وميدالية فضية بطولة العالم لألعاب القوى 2009 في برلين في ألمانيا وحاز على الميدالية البرونزية في بطولة العالم لألعاب القوى داخل الصالات في 2008 في فالنسية في إسبانيا وحاز على الميدالية الذهبية في بطولة الجامعات في 2009 في بلغراد في صربيا و 2011 في شنزن في الصين و وميداليتين ذهبتين في القفز الثلاثي والقفز الطويل في بطولة أوروبا تحت 23 سنة في تامبيري في فنلندا.